# Big Brother and the Holding Company
Big Brother and the Holding Company – amerykański zespół rockowy, utworzony w San Francisco w 1965 roku. Jest częścią tej samej sceny muzycznej, z której znamy zespoły takie jak Grateful Dead, Quicksilver Messenger Service czy Jefferson Airplane. Big Brother and the Holding Company jest najbardziej znany dzięki występującej w nim w latach 1966–1968 Janis Joplin. Nagrany przez nich w 1968 r. album Cheap Thrills zaliczany jest do arcydzieł psychodelicznego rocka z San Francisco; zajął 338. miejsce w rankingu 500 najlepszych albumów wszech czasów gazety Rolling Stone.

## Historia zespołu

### Pochodzenie z San Francisco
Lider zespołu – Peter Albin (gitarzysta country-bluesowy, który grał z przyszłymi muzykami z Grateful Dead – Jerrym Garcia i Ronem McKermanem) spotkał Sama Andrew, który znał się na jazzie i muzyce poważnej, ale także grał rock & rolla. Zaczęli grać wspólnie, spotykając się w domu Petera, a w końcu Sam zaproponował stworzenie zespołu. Dołączył do nich James Gurley i w 1965 r. zaczęli występować w otwartych dla wszystkich jam sessions, organizowanych przez przedsiębiorcę – późniejszego menadżera BBHC – Cheta Helmsa. Chet zachęcał ich do pracy na rzecz zespołu, znalazł dla nich perkusistę, Chucka Jonesa, i zorganizował im pierwszy koncert – był to występ na Trips Festival w styczniu 1966 r. Wśród publiczności był David Getz – malarz i perkusista, który wkrótce zastąpił Jonesa. Big Brother and the Holding Company stali się stałym zespołem Avalon Ballroom – klubu muzycznego, którego właścicielem był Chet Helms. Grali wtedy progresywnego, instrumentalnego rocka. Chet uważał, że zespół potrzebuje wokalistki o silnym głosie i skontaktował się ze swoją znajomą z czasów studenckich – Janis Joplin, mieszkającą wówczas w Austin, w Teksasie. Janis przyjechała do San Francisco i dołączyła do zespołu w czerwcu 1966 r.

### Janis Joplin
Joplin zaczęła karierę z BBHC w 1966 r. Po latach gitarzysta zespołu, Sam Andrew, tak opisuje pierwsze wrażenia muzyków po jej spotkaniu:
„Byliśmy w pełni stabilnym, rockowym zespołem. Graliśmy ciężką muzykę. Mówiliśmy sobie: fajnie, są 3 czy 4 kapele w mieście, jesteśmy jedną z nich. Wciąż jesteśmy w prasie, wszystko idzie po naszej myśli. Robimy przysługę tej kobiecie, pozwalając jej śpiewać u nas! Przyszła na pierwszą próbę i była ubrana po teksańsku; nie wyglądała jak hippiska, ale jak moja matka, która też pochodzi z Teksasu! Świetnie śpiewała, ale powiedziałbym, że nie powaliło nas to specjalnie. Myślę, że graliśmy po prostu bardzo głośno – zbyt głośno jak dla niej. Przypuszczam, że niewystarczająco przyciszyliśmy instrumenty. Pisała wtedy w listach do domu, że jesteśmy wszyscy tak egzotyczni; te nazwy zespołów, wszystko inne. Można by powiedzieć, że ani ona nie zachwyciła nas, ani my jej – obie strony odniosły podobne wrażenie. Janis była naprawdę inteligentna i zawsze stawała na wysokości zadania. Śpiewała nasze piosenki. Ale nie była to od razu niezwykła rewelacja, jak pewnie wszyscy sądzą, jak to bywa pokazane w filmach. Nie byliśmy podekscytowani w rodzaju O Boże, chyba jesteśmy w Niebie, mamy Janis Joplin!. Chodzi mi o to, że była dobra, ale musiała jeszcze wiele się nauczyć. Około roku zabrało jej, żeby nauczyć się śpiewać z elektrycznym zespołem.”
Minęło trochę czasu, zanim niektórzy fani zespołu zaakceptowali nową wokalistkę. Jej muzyka diametralnie różniła się od tej, którą Big Brother wykonywał przedtem. Niektórzy uważali, że Janis po prostu krzyczy, co nie miało dla nich żadnej wartości artystycznej. Pojawiły się też zarzuty, że zespół się skomercjalizował. Big Brother grał muzykę eksperymentalną i bardzo oryginalną, lecz gdy Janis do nich dołączyła, stali się bardziej konwencjonalni. Zaczęła też wzrastać popularność zespołu na undergroundowej, psychodelicznej scenie muzycznej San Francisco.

### Big Brother And The Holding Company
Pod koniec roku 1966 Big Brother podpisał kontrakt z wytwórnią Mainstream Records. Wszystkie piosenki na swój album nagrali w studio w Chicago w 3 dni – od 12 do 14 grudnia. Mainstream Records to wytwórnia znana z wydawnictw jazzowych – Big Brother był pierwszym rockowym zespołem, z którym współpracowała. Mogło to mieć wpływ na dzieło końcowe, ponieważ płyta zdecydowanie odbiegała od oczekiwań zespołu. Znalazł się na niej akustyczny rock i folk, a nie planowany heavy acid rock. Pierwszymi singlami były „Blindman” i „All is Loneliness”. Pozostałe single to: „Down On Me” – „Call On Me” oraz „Coo – Coo” – „Last Time”. Żaden nie odniósł większego sukcesu, więc wytwórnia odwlekała wydanie płyty do sierpnia 1967 r., gdy zespół odniósł już spektakularny sukces na Monterey Pop Festival. Album zajął 60. miejsce na liście przebojów Billboard i pozostał na liście przez 30 tygodni.

### Monterey Pop Festival
Legendarny występ zespołu na Monterey Pop Festival w czerwcu 1967 r. przyciągnął uwagę w USA i za granicą.
Występ zespołu planowany był na sobotnie popołudnie. Big Brother miał zagrać „Down On Me”, „Combination Of The Two”, „Harry”, „Roadblock” oraz „Ball and Chain”. Jednak zespół, który wraz z pozostałymi, alternatywnymi zespołami z San Francisco nie pozwolił ekipie filmowej nagrać swego koncertu bez zapłaty, zabronił rejestrowania występu. Okazał się on jednak tak świetny, że organizatorzy poprosili zespół o zagranie jeszcze raz, następnego wieczoru, aby można było nagrać ich występ. Zarejestrowano 2 utwory: „Combination Of The Two” oraz „Ball and Chain” – szczególnie ta druga piosenka zachwyciła publiczność.
Zespół podpisał kolejny kontrakt z wytwórnią Columbia Records w listopadzie, a ich managerem został Albert Grossman.

### Cheap Thrillsi odejście Janis Joplin
Pierwsza płyta zespołu wydana przez Columbię miała być nagrana wiosną i latem 1968, i wydana w tym samym roku. Była bardzo oczekiwana, po tym jak pierwszy album został zignorowany. Początkowo planowano płytę live, ale po dwóch koncertach w Grande Ballroom w Detroit materiał nie usatysfakcjonował producenta Johna Simona i managera Alberta Grossmana. Dlatego zrezygnowano z projektu live i zdecydowano się na nagranie materiału studyjnego („Down On Me” oraz „Piece Of My Heart” nagrane w Grande Ballroom zostały potem włączone do solowej płyty Janis – In Concert, wydanej w 1972 r.). Jednak kłopotliwe okazało się zaadaptowanie nieokiełznanego brzmienia grupy i nieuporządkowanego trybu życia jej członków do warunków studyjnych; postęp zachodził powoli, a presja Grossmana, Columbii i prasy wzrastała. Niektórzy członkowie zespołu narzekają na producenta Johna Simona – w ich opinii nie nadawał się do tej roli, ponieważ ich stylistyka była mu zupełnie obca i nie rozumiał psychodelicznej, basowej muzyki grupy. Pierwotna nazwa płyty brzmiała 'Sex, Dope and Cheap Thrills’ (seks, narkotyki i tanie podniety), ale Columbia wymogła na zespole skrócenie tytułu do Cheap Thrills. Na okładce Columbia planowała umieścić nagie zdjęcie muzyków leżących w jednym łóżku w pokoju hotelowym, ale zespół nie popierał tego pomysłu. Zamiast tego poprosili undergroundowego rysownika komiksów – Roberta Crumb’a, żeby coś wymyślił. Jego projekt znalazł się ostatecznie na okładce albumu; z tyłu Columbia umieściła czarno-białe zdjęcie Janis. „Ball and Chain” to jedyna piosenka nagrana całkowicie na żywo, jednak nie w Fillmore Auditorium, jak napisane jest na okładce, ale podczas koncertu w Winterland Ballroom w 1968 r. Ta sama wersja utworu pojawiła się też na płycie Live At Witerland '68, wydanej w 1998 r.
Album został wydany w lecie 1968 r., czyli rok po debiucie zespołu, i zajął pierwsze miejsce na liście przebojów Billboard po ośmiu tygodniach. Utrzymał się na tej pozycji przez 8 tygodni, a singiel „Piece of My Heart” także stał się ogromnym przebojem. Pod koniec roku Cheap Thrills było już jednym z najbardziej popularnych albumów nagranych w 1968 r., sprzedano prawie milion egzemplarzy płyty. Mimo że na płycie znalazło się tylko 7 piosenek, osiem innych utworów zostało wydanych na innych płytach. „Catch Me Daddy” oraz „Farewell Song” to jedne z najpopularniejszych piosenek – ich oryginalne wykonania znalazły się na 3-płytowym wydawnictwie Janis z 1993 r. „It’s a Deal” i „Easy Once You Know How” znajdują się na Box Of Pearls z 1999 r. „Flower in the Sun” I „Roadblock” zostały wydane na reedycji płyty Cheap Thrills jako „bonus tracks”.
Pod koniec lata 1968 r., tuż po występie w Palace Of Fine Arts Festival in San Francisco, Janis oznajmiła, że opuści zespół na jesieni tego roku. Oficjalny powód tej decyzji to chęć Janis do rozpoczęcia solowej kariery i założenia zespołu, który będzie wykonywał muzykę soul. Janis poprosiła Sama Andrew, aby wraz z nią odszedł z Big Brother and The Holding Company, na co gitarzysta się zgodził. Janis występowała z Big Brother do 1 grudnia 1968 r. – odbył się wtedy ich ostatni wspólny koncert w San Francisco. Już 20 dni później Janis i Sam zagrali w Memphis po raz pierwszy z nowym zespołem, nazwanym Kozmic Blues Band.

### Lata1969–1972
Po opuszczeniu zespołu przez Janis, Dave Getz i Peter Albin dołączyli do zespołu Country Joe and the Fish w ich turze po USA oraz Europie. Uczestniczyli też w nagrywaniu płyty Here We Go Again tego zespołu. Dave i Peter opuścili Country Joe w maju 1969 r., z myślą o reaktywacji Big Brother and the Holding Company z gitarzystą Davidem Nelsonem. Przesłuchali kilkoro potencjalnych wokalistów, jednak w końcu zespół został reaktywowany w 1969 r. w prawie tym samym składzie, co oryginalny (oprócz Janis): Albin, Andrew, Getz i Gurley, a oprócz nich Nick Gravenites (wokal), Dave Schallock (gitara) i Kathi McDonald (wokal). Płyta Be A Brother została wydana w 1970 r. – był to pierwszy album zespołu wydany bez Janis Joplin. James Gurley gra tam na basie, a dawny basista – Peter Albin – na gitarze rytmicznej. Sam Andrew śpiewa wraz z Kathi McDonald i Nickiem Gravenites, David Schallock jest gitarzystą solowym, Dave Getz gra na perkusji i czasem na klawiszach. Ostatni album studyjny zespołu, How Hard It Is został nagrany w 1971 r. Skład jest podobny: Sam, Kathi i Nick śpiewają, gra też z nimi Mike Finegan. Zespół grał w takim składzie do 1972 r., jednak narkotyki, utrata managera, brak występów i wewnętrzne konflikty doprowadziły do rozpadu grupy. W ciągu następnych 15 lat zespół raz zagrał ponownie razem – był to koncert ‘The Tribal Stomp’ w 1978 r. w Greek Theatre w Berkeley.

### Od1987do dziś
Zespół postanowił spróbować jeszcze raz w 1987. W składzie znów znaleźli się Albin, Andrew, Getz i Gurley – ten ostatni jednak opuścił zespół w 1996, ponieważ nie zgadzał się z ideą znalezienia piosenkarki na miejsce Janis Joplin. W 1997 Gurleya zastąpił Tom Finch. Big Brother nie posiada teraz stałej wokalistki; pośród wielu, z którymi zespół występował, znalazły się Michel Bastian, Lisa Battle, Halley DeVestern, Lisa Mills, Andra Mitrovich, Kacee Clanton, Sophia Ramos, Mary Bridget Davies, Chloe Lowery, Jane Myrenget, Cathy Richardson. Obok Sama Andrew, na gitarze gra dziś Ben Nieves. W 1999 r. zespół wydał płytę Do What You Love, na którym rolę wokalistki pełni Lisa Battle. Znalazły się na tej płycie nowe wersje dawnych utworów, np. „Woman Is Losers”, ale też nowe piosenki. Hold Me to kolejna płyta, wydana w 2006 r. Zawiera materiał live, nagrany podczas koncertów w Niemczech w roku 2005. Występują na niej gościnnie gitarzysta Chad Quist i piosenkarka Sophia Ramos. W 2008 r. zespół zdecydował się na wydanie 2-płytowego zestawu The Lost Tapes (‘zagubione nagrania’), na którym znalazły się piosenki zarejestrowane podczas koncertów w San Francisco w latach 1966–1967, w których śpiewa Janis Joplin. Niektóre z tych utworów były już przedtem nieoficjalnie wydane, ale jest tam też 12 nigdy przedtem niewydanych piosenek.

### Kontrowersyjna kwestia
W 2007 r., po wprowadzeniu albumu Cheap Thrills do Grammy Hall Of Fame, założyciel i gitarzysta zespołu James Gurley ocenił Big Brother and The Holding Company najbardziej niedocenionym zespołem wszech czasów, jako że nigdy nie doceniono ich aranżacji i jego twórczych pomysłów. Gurley stwierdził też, że Clive Davis namówił Janis do odejścia od zespołu i nagrywania ze studyjnymi muzykami, którzy grają lepiej niż BBHC. W filmie dokumentalnym ‘Nine Hundred Nights’ Peter Albin powiedział, że to ich manager – Albert Grossman – doradził Janis, by opuściła zespół i założyła własny. Powodem miało być zaoszczędzenie na sesjach nagraniowych. Sam Andrew natomiast uważa, że Janis odeszła zarówno z powodów artystycznych, jak i finansowych; Janis wielokrotnie proponowała muzykom, by dodali klawisze i sekcję dętą do niektórych piosenek, ale oni odmawiali, tłumacząc, że zmieniliby w ten sposób oryginalne brzmienie Big Brother. Zespół musiał także wykonywać te same piosenki bardzo często, czasem do trzech razy dziennie, więc Janis miała prawo czuć się tym znudzona. Każdemu z muzyków płacono oddzielnie – Janis wiedziała, że odchodząc, dostawałaby całe wynagrodzenie i musiałaby tylko płacić swoim pracownikom.

## Dyskografia
- Big Brother and the Holding Company, Sony/BMG (1967)
- Cheap Thrills, Columbia (1968)
- Be a Brother Acadia (1970)
- How Hard It Is Columbia (1971)
- Can’t Go Home Again Legend (1997)
- Live at Winterland, Sony (1998)
- Do What You Love (1999)
- Hold Me Cheap Thrills (2006)
- The Lost Tapes 2-disc set, Airline Records (2008)